# Боливија на Светском првенству у атлетици на отвореном 2009.
Боливија је учествовала на Светском првенству у атлетици на отвореном 2009. одржаном у Берлину од 15. до 23. августа дванаести пут, односно учествовала је на свим првенствима до данас. Репрезентацију Боливије представљало је двоје такмичара (1 мушкарац и 1 жене) у две дисциплине.
На овом првенству Боливија није освојила ниједну медаљу нити је постигнут неки рекорд.

## Учесници
| Мушкарци: - Evans Pinto — 800 м | Жене: - Geovana Irusta — Ходање 20 км |  |

## Резултати

### Мушкарци
| Атлетичар   | Дисциплина | Лични рекорд | Група    | Група      | Полуфинале           | Полуфинале           | Финале               | Финале       | Детаљи |
| Атлетичар   | Дисциплина | Лични рекорд | Резултат | Место      | Резултат             | Место                | Резултат             | Место        | Детаљи |
| ----------- | ---------- | ------------ | -------- | ---------- | -------------------- | -------------------- | -------------------- | ------------ | ------ |
| Evans Pinto | 800 м      | 1:52,16      | 1:52,23  | 7. у гр. 5 | Није се квалификовао | Није се квалификовао | Није се квалификовао | 44 / 48 (51) |        |

### Жене
| Атлетичарка    | Дисциплина   | Лични рекорд | Квалификације | Квалификације | Полуфинале | Полуфинале | Финале   | Финале       | Детаљи |
| Атлетичарка    | Дисциплина   | Лични рекорд | Резултат      | Место         | Резултат   | Место      | Резултат | Место        | Детаљи |
| -------------- | ------------ | ------------ | ------------- | ------------- | ---------- | ---------- | -------- | ------------ | ------ |
| Geovana Irusta | 20 км ходање | 1:32:06 НР   |               |               |            |            | 1:39:16  | 30 / 37 (48) |        |